# Stanley Atani
Stanley Atani (ur. 27 stycznia 1990 w Tahiti) – tahitański piłkarz grający na pozycji napastnika, reprezentant Tahiti.

## Kariera piłkarska
Stanley Atani karierę rozpoczął w 2008 roku AS Jeunes. Od 2010 roku gra w A.S. Tefana.

## Kariera reprezentacyjna
Stanley Atani grał z młodzieżową reprezentacją Tahiti na mistrzostwach świata U-20 w Egipcie. W dorosłej reprezentacji Tahiti zadebiutował w 2010 roku. Brał udział w Pucharze Konfederacji 2013 w Brazylii.

### Gole w reprezentacji
| L.p. | Data             | Miejsce              | Przeciwnik        | Gol  | Wynik | Rozgrywki                 |
| ---- | ---------------- | -------------------- | ----------------- | ---- | ----- | ------------------------- |
| 1.   | 30 sierpnia 2011 | Stade Boewa, Boulari | Wyspy Cooka       | 2:0  | 7:0   | Igrzyska Pacyfiku 2011    |
| 2.   | 1 września 2011  | Stade Boewa, Boulari | Papua-Nowa Gwinea | 1:1  | 1:1   | Igrzyska Pacyfiku 2011    |
| 3.   | 5 września 2011  | Stade Boewa, Boulari | Kiribati          | 14:1 | 17:1  | Igrzyska Pacyfiku 2011    |
| 4.   | 9 września 2011  | Stade Boewa, Boulari | Fidżi             | 1:1  | 2:1   | Igrzyska Pacyfiku 2011    |
| 5.   | 24 września 2012 | Stade Boewa, Boulari | Martynika         | 2:1  | 3:2   | Coupe de l'Outre-Mer 2012 |